# 幾田まち
幾田 まち（いくた まち、2001年4月28日 - ）は、日本のAV女優。マインズ→LIGHT所属。

## 略歴
2021年8月、SODクリエイトの「KMHR」レーベル専属女優としてAVデビュー。
2021年12月より専属を離れ企画単体女優として活動。
2024年1月24日、マインズを退所し、LIGHTへと事務所移籍したことを発表。芸名は幾野まちへと改名する。

## 人物
- 岡山県出身[1]。デビュー前は鉄工所勤務を自称[5]。2022年時点でも兼業状態であり、AV撮影がリフレッシュのようになっているという[4]。AVに出ていることには1年以上経っても気づかれていないが仮に気づかれてもごまかすつもり。
- 初めてのオナニーは小学3年生の頃で、触ると気持ちいことに気づきするようになった[6]。
- 初体験は19歳で、初めての時から気持ちよすぎて絶叫・号泣した[7]。
- 彼と行ったラブホテルで唯井まひろのAVが流れていて「こんなかわいい娘がAV女優なのか」と一目で唯井に心を奪われ憧れるようになり、唯井が所属事務所の女優募集告知をしていたことと興味本位もあって自ら同じ事務所に応募しAV女優となった[7]。デビュー後に唯井と対面を果たしYouTubeチャンネルに呼ばれるなど可愛がられている。
- 趣味は、DIY・カラオケ・ショッピング[1]。
- イラストが得意で公式ツイッターに投稿もしており、日刊SOD ONLINEでは自身についてやAV女優の仕事などを描いた『#いくまんが』を連載している[8]。
- 特技の一つは空手で黒帯を所持。
- 体幹の良さと姿勢の良さから騎乗位も垂直に打ち付けるスタイル[9]。

## 作品

### アダルトDVD
- 普段は鉄工所に勤務する素朴な女の子なのにSEXになると激変。 号泣&絶叫イキ! こんなAV debut見たことない。（8月26日、SODクリエイト）
- いつもは内気なのに快楽でぶっとぶ鉄工ガールの妄想実現 おじさんとね〜っとり濃厚舐め合い、体液交換、唾のみセックス（9月23日、SODクリエイト）
- 見た目はウブ、中身はケモノな女の子(←鉄工所勤務)が号泣・絶叫・イキ狂い オナ禁&夜勤明けからの解放ナチュハイ∞アクメ（10月21日、SODクリエイト）
- 超絶敏感マ〇コにチ〇コ生ハメ→失神するほど絶頂&絶頂。 白目むき出しぶっ壊れ初中出し。（11月25日、SODクリエイト）
- 「先生におちんちん入れられると気持ち良すぎて涙が出ちゃう…」 教え子に中出し妊娠を迫られる不倫で狂った愛の日常 <第6章>（12月23日、ひよこ）

- 「先生のオチ○ポブチ込んでください…」 指ズボ過激オナニーで発狂号泣おねだり! ぐちゅマン誘惑に我慢できず何度も何度も禁断性交（1月4日、ワンズファクトリー）
- 鮮明に見える 美少女たちのパンティ染み! ぐちゅぐちゅ指ズボッオナニー!! 「ああんっ…いっぱいイクとこ見てほしいのぉ」 大好きなアナタに送る 自撮り オナニービデオレター 2（1月11日、S級素人）他出演：倉本すみれ、天月えみり、有村のぞみ、伊南えりか、皆月ひかる
- 固定バイブ露出 超超超ビンカンすぎて涙と潮が出ちゃう絵本作家ちゃん（1月13日、SUN）※「まちちゃん」名義
- 激シコ制服美少女が挑戦!? おち○ぽデッサン! あなたのオマ○コに挿れて欲しいデカチンを描いてくださいw（1月28日、赤面女子）他出演：伊南えりか、天月えみり、東條なつ
- 「ちゃんと勉強するからエッチなことも教えて…だって先生のことが好きなんだもん」 マジメな女子○生が家庭教師を誘惑する…イケないことだと理解しつつも我慢しきれずエッチすると「ダメダメっ抜いちゃヤダぁ〜」膣奥までカニばさみロックで何度も中出し強要する（2月3日、素人39）他出演：東條なつ、天月えみり、伊南えりか
- 部活系 ブルセラ娘のコスフェチ動画（2月10日、フェチ眼）※「まち」名義
- 関西弁の爽やか可愛いOLさん 屈託なく笑う職場のアイドルがAV撮影でチ●ポ堕ち 白目、半泣き、意識混濁、嗚咽イキ!（2月22日、ブロッコリー）
- 雨の日になると何故か犯される（2月27日、FIRST STAR）
- キメセク媚薬NTR 彼氏の兄に媚薬漬けにされて… イキ狂わされ従順アヘ堕ち 涎だらだら放心… 乳首敏感イキ狂わされてまふ♥（3月15日、ABC）
- 【絶頂輪舞】 失神寸前! 無垢な娘のド淫乱絶頂セックス! 絶倫先生たちの乱交サークルに捕まった制服美少女の絶頂指導を密着撮り（3月22日、オーロラプロジェクト・アネックス）
- 素人ヘアヌード大図鑑 〜Bカップ以下ツルペタ制服美少女編（3月23日、S級素人）他出演：森日向子、東條なつ、百瀬あすか、楠有栖、もなみ鈴、美波こづえ、天月えみり、愛花あゆみ、七森あい
- SOD女子社員 2022年度 全裸入社式 昨日まで女子大生だったピチピチ新卒11名社会人の第一歩はド羞恥! 全員がカメラの前ではじめてのSEX!新人オマ○コ満開宣言! 2枚組8時SP!（4月7日、SODクリエイト）※「広尾ゆき」名義　共演：中丸未来、榎本あゆみ、宮本まお、相葉菜乃花、本庄芽衣紗、小川心春、甲本そら、真島ゆめ、上田澪、品川柚希、白戸れみ
- 貧乳いもうとの中出し 兄妹相姦（4月12日、ケートライブ）
- 温泉旅館で偶然出会ったエロい女子○生たちと大乱交（4月21日、DANDY）共演：佐野なつ、花音うらら、天野碧
- 【流出映像】 女子○生 部活合宿セックス 8 和姦・夜●い・襲われ3P・風呂・着替え盗撮…他 わいせつ動画多数（4月23日、ビッグモーカル）共演：福田もも、小野こまり
- 完璧なるアスリートボディ! 長身!軟体!ムキムキ筋肉!! 憧れの女子体育大生が生ハメまたがり杭打ち騎乗位に挑戦! トレーニングで鍛え上げた引き締まった腹筋をヒクヒクさせ本気イキ! フル勃起チ○ポを騎乗位で次から次へと射精させザーメンで溢れるほどに満たされたオマ○コは絶頂が止まらない!!（5月13日、赤面女子）他出演：琴石ゆめる、中城葵 ほか
- 一般男女モニタリングAV×マジックミラー便コラボ企画 路上実験!“肉体労働の女はやっぱりエロい”という噂は本当か!? 現場で汗を流すガテン系女子にいきなりデカチン見せつけ! Mっ気を引き出す超羞恥ミッションで濡れだした汗だくオマ○コにデカチ○ポをねじ込まれ身体がのけぞるほどの激ピストンで連続本気イキ! 合計35回（5月17日、ディープス）※「しおり」名義　他出演：くみこ、みく、ひかり
- 未熟な貧乳むすめと淫行（5月17日、ケートライブ）
- 女子校生 中出し20連発（6月9日、アイエナジー）
- むちむちデカ尻 神ブルマ ロリ美少女やぽっちゃり娘にピチピチブルマ&体操着を着せ、ハミパン、ムレムレワレメを毛穴まで見えるほどの超ドアップ接写!さらに尻コキ、着衣お漏らし放尿やブルマぶっかけ等ブルマ好きに送る完全着衣フェチAV（6月9日、親父の個撮）
- 生活のなかでムラムラしたときにさっとやる普段使いオナニー（6月21日、タマネギ）他出演：山口香澄、白鳥すわん、浅宮ちなつ、須崎美羽、佐野なつ、宝生めい、新澤いずな ほか
- 超いたいけロリっ娘 ピンクコンパニオン 〜制服少女たちがキモくてゲスなおじさんたちに超ドエロな性接待でおもてなし〜（6月23日、ROCKET）共演:高瀬りな
- 仲良しクラスメイト《女子○生6人》が超全身舐め 究極ハーレムご奉仕研究会// まだまだ知らない男性の性感帯をベロベロ探す課外授業にハニカミTRY（ ´∀｀ ） 花びら青春中出し15発!!（6月24日、赤面女子）共演：もなみ鈴、花狩まい、百瀬あすか、初愛ねんね、永澤ゆきの
- 純朴美少女との愛液飛び散る変態お泊りセックス 「ママごめんなさい…私、強引にされると、もう疼いちゃってダメなんです…」（6月28日、オーロラプロジェクト・アネックス）
- 素人ナンパ 渋谷見つけたウブな女子校生に18cmメガチ○ポを素股してしてもらったら、こんなにヤラしい事になりました。（7月7日、アイエナジー）他出演：宇佐美玲奈、鈴音杏夏
- 綺麗好きだった僕の彼女は悪臭漂うゴミ部屋で中年おやじに中出しされまくってボロボロに汚された（7月19日、かぐや姫Pt）
- 素人娘の全裸図鑑 25 今時の女の子12名が恥らいながら脱衣していく様子をじっくり撮影した、変態紳士のためのヘアヌードコレクション（8月9日、かぐや姫Pt）
- マスク女子の卑猥なフェラチオ素人娘 2 12人（11月8日、かぐや姫Pt）
- ノーハンドフェラは奴隷の証! 6 手を使わずにフェラチオする12人の素人娘（12月13日、かぐや姫Pt）

- おま●この形状まるわかり! 薄いパンツの上からマン汁ぬるぬる透けオナニー 9（1月3日、かぐや姫Pt）
- 関西弁と笑顔がめっちゃキュートなOLさん 誰からも好かれる職場のアイドルを絶倫チ●ポ漬け 白目、ヨダレ垂れ流して泣きながらアクメ堕ち！（1月24日、ブロッコリー）
- 【個撮】どこでもフェラ 10 11人（3月14日、かぐや姫Pt）
- どこでもおしっこ! 素人娘の大放尿30人 スロー再生でじっくり鑑賞できるマニア向け映像 7（4月4日、かぐや姫Pt）
- 新入社員種付け計画 温泉旅行で敏感ぶっとびお漏らしH（6月20日、HALENTINO）
- 県立トビジオ大学医学部附属病院 看護中はずっと潮吹きっぱなし＆失禁しまくり 激ピスされても平然と医療行為をし続けるナース達（8月24日、SODクリエイト）

- 業務中のOL達が突如現れる‘顔面’に遠慮なくマ●コを押し付けられる職場 （株）OFFICE クンニながら（3月20日、SODクリエイト）
- 個撮ナンパ＃関西弁のエロ美人＃乳首マニア＃潮スプラッシュ＃連続2回戦！＃なま中だし（10月12日、きゃっち）
- 隣に住む押しに弱いデカ尻人妻お姉さん 無自覚に誘惑してくるタイトワンピ姿に我慢できず連日中出し（10月15日、ミセスの素顔）
- どこでもおしっこ! 素人娘の大放尿25人 スロー再生でじっくり鑑賞できるマニア向け映像 10（10月22日、かぐや姫Pt）
- 半中半外半彼女 まち（11月5日、パコパコ団とゆかいな仲間たち）
- おま●この形状まるわかり! 薄いパンツの上からマン汁ぬるぬる透けオナニー 13（11月19日、かぐや姫Pt）
- イカセゲーム 俺のため大嫌いな男たちにイカされる巨乳彼女（12月24日、ダスッ!）共演：美園和花、弥生みづき、五十嵐美月

- あの時、初レズに目覚めた2人は3年後に再会し会えなかった時間を埋めるように本気でサカりあった記録を残した。幾野まち 市川りく（1月23日、凸凹はぁと）
- オナサポ!! 女子○生 着衣で全裸で挑発的ダンス 12（2月18日、かぐや姫Pt）
- セクハラママさんバレー! 12 ハイレグブルマ姿の人妻10人が挑む過酷なエロトレーニング（3月25日、かぐや姫Pt）

### アダルトVR
- 鉄工所で寮住まいの僕らは内緒で付き合っている。普段、大人しい彼女はエッチで激変!感じすぎて号泣&快楽で絶叫!全身ガクガクでイキまくる!そんな彼女と同僚にバレないようにこっそり声ガマンSEX（11月15日、SODクリエイト）
- オーディションに落ち続けた甘えん坊まちちゃんが、マネージャーの僕にセックスをおねだりしてきた日。（12月13日、SODクリエイト）

### ネット配信
- 《特典有》【電車痴漢】★こんなに幼くて無垢で純潔なのに気持ち良すぎて大絶叫&大号泣&大潮吹き!★年末スペシャル第2弾!（12月17日、ゆず故障）
- 【初撮り】【童顔スレンダー】【秘めたマゾ性】華奢な敏感ボディを痙攣させて逝きまくるネカフェ店員を発掘。幼き少女の顔が淫靡な雌の表情へと変貌を遂げ、痴態が露わになっていくと.. ネットでAV応募→AV体験撮影 1711（12月20日、シロウトTV）※「まき」名義

- 【個人撮影】素朴で守ってあげたくなる女の子。そんな自慢の彼女まちちゃんと鎌倉デート！ずっと笑顔で楽しそうに彼氏の隣を歩いて、羨ましいほどのラブラブカップル！ホテルに入ると二人はすぐに…。浴衣の帯で拘束して電マ責めするといつもと違う快感に絶叫してイキまくる！ウブに見えても中身は超スケベでした！【カップルY●uTuberのデートVLOG→恋人SEXハメ撮り】#005（1月1日、VLog Diary）※「まちちゃん」名義
- まちちゃん（1月8日、俺の素人-Z-）
- まちちゃん（2月1日、素人ペイペイ）
- マジ軟派、初撮。 1755 岡山訛りが可愛らしいJDをナンパ!擦れてなさそうな純粋娘も実はむっつりスケベの超敏感体質!連続絶頂に「こんなの知らない〜…ッ!!」的に戸惑いつつも半べそかいて中イキしまくってしまう!!（2月8日、ナンパTV）※「まち」名義
- この娘の中に出した 15（3月19日、ときわ映像）
- この娘の中に出した 21（4月1日、ときわ映像）
- まち（5月7日、おっぱいちゃん）
- まち 2（5月11日、俺の素人-Z-）
- まち（6月20日、Girl's Blue）
- まぁちゃん（6月23日、ホームメイド）

## 出演

### テレビ
- ケンコバのバコバコナイト（2022年6月3日,10日、サンテレビ）

### 映画
- 快感メモリー　三人の今日子（2023年8月18日[10]、監督：小栗はるひ、オーピー映画）- 筒井今日子（20）役[11][12]
- むちゃ振り開花中 浮気っ娘と火照り妻（2023年11月10日、監督：吉行由実、オーピー映画）
- オレとアニキと五人の女たち（2023年12月2日、監督：高原秀和、オーピー映画）- 光子 役[13]
- 裸舞♡パートナー 欲望大開放（2024年6月14日、監督：吉行由実、オーピー映画）[14]
- ぬれぬれ残業　堕ちる人妻上司（2025年6月20日、監督：石川欣、オーピー映画）[15]
- スキャンダルの夜 寝取られミナミ（2025年7月4日、監督：戸巻のぞみ、小泉京介、オーピー映画）- ユカ 役

### 舞台
- GIGAスーパーヒロインライブvol.28（2025年5月10日、東京・from scratch） - シールドピンク 役[16]

## 掲載

### 雑誌
- 月刊ソフト・オン・デマンド 12月号 VOL.27（ソフト・オン・デマンド） - インタビュー「注目娘インタビュー」
- 月刊ソフト・オン・デマンド 3月号増刊 グラビアスペシャル2022（ソフト・オン・デマンド） - グラビア